# Caloet
Le Caloet  est une variété ancienne de poirier .

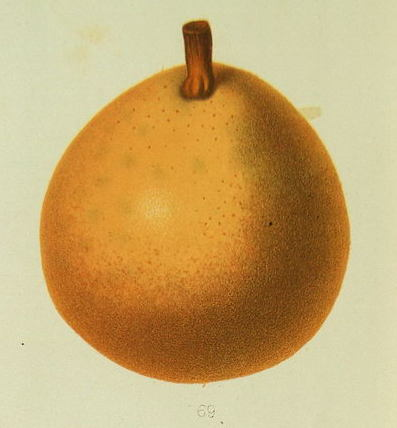
De Prêtre, Caloet...

## Origine
André Leroy est le plus qualifié pour nous indiquer l'origine de ce fruit.
Le Lectier, d'Orléans, est le premier pomologue qui parle de cette poire. Elle est connue d'abord, et pendant longtemps, sous les noms de Caillouat, Caillolet, Caillot d'hiver, venus de sa ressemblance avec les diverses poires de Caillot mûrissant en été. Le Lectier la cultivait dès 1600. Ce fut dans son Catalogue de 1628 (page 19) qu'il la mentionna et que même il en indiqua l'origine : « Est en maturité ès mois de Janvier et Febvrier, la poire Caillolet rozat et musqué, ou Caillouat de Varennes, près Langres »,.
Des bords de la Marne, elle se répandit rapidement dans l'Orléanais et l'Ile-de-France, où jusqu'en 1650 environ elle porta seulement les deux noms ci-dessus. Celui qu'aujourd'hui chacun lui donne et qu'elle dût, sans doute, à la couleur brune de sa peau, rappelant assez bien la nuance sombre des vêtements ecclésiastiques, remonte au plus à 1660, car avant dom Claude Saint-Étienne personne n'avait encore cité la "poire de Prêtre". Dans la seconde édition du recueil pomologique de cet auteur, publiée en 1670 et la seule que je Leroy possède, je rencontre en effet, outre ce nouveau surnom, la description suivante, s'appliquant parfaitement au fruit qui nous occupe : « Poire de prestre est ronde, grosse comme Portail, de minime brun marqueté de gris, et vient toute rousse marquetée de gris blanc ; a la queuë grosse et fort courte. Tres-bonne ; se mange fin decembre et en janvier,. »
Merlet, en 1675, décrivit à son tour, dans son Abrégé des bons fruits , cette même variété, et lui appliqua trois dénominations : "Caillo rozat d'Hiver, ou Poire de Prêtre, ou de Malthe," dernier surnom alors commun, pour analogie de forme, à certaines espèces plus précoces, maintenant disparues de la culture. Mais, en 1768, ces différents surnoms étaient oubliés, comme on le voit dans le Traité des arbres fruitiers imprimé à cette date par le savant académicien Duhamel, qui n'y fait suivre d'aucun synonyme le nom de la poire de Prêtre.
Joseph Decaisne, professeur de culture au Muséum national d'histoire naturelle, a réuni, en 1858, dans le tome Ier de sa Pomologie, la poire de Prêtre à la variété nom moins ancienne appelée Carmélite. Pour nous, en voyant depuis deux siècles nos écrivains horticoles regarder ces variétés comme non identiques, nous acceptons leur opinion. Elle nous semble même d'autant mieux fondée, que la poire Carmélite, figurée par Mayer en 1801 (n° 138, planche CII du tome III de la Pomona franconica), est à long et mince pédoncule, à peau jaune grisâtre, ponctuée, striée de fauve, et largement nuancée de rouge sombre sur le côté de l'insolation ; tous caractères fort opposés à ceux qui distinguent le faciès de la poire de Prêtre.

## Synonymie
- De prêtre,
- De prestre,
- Caillouat de Varennes,
- Caillolet rosat musqué,
- Caillot rosat d'hiver,
- De Malte,
- Caillot d'hiver,
- Caloët,
- Caillogat de Varennes,
- Caillot rosat,
- Carmélite,
- Priesterbirne[2].

## Description

### Arbre
Bois assez fort.
Rameaux nombreux, érigés ou légèrement étalés, gros, de longueur moyenne, bien coudés, brun-roux clair et jaunâtre, ayant les lenticelles arrondies, très apparentes, peu rapprochées, et les coussinets ressortis.
Yeux volumineux, coniques, pointus, renflés à leur milieu, plus ou moins écartés du bois.
Feuilles grandes, abondantes, ovales arrondies ou ovales allongées, planes ou relevées en gouttière, légèrement acuminées, à bords régulièrement dentés, à pétiole un peu court, épais, rigide et parfois stipulé.
La fertilité de cette variété est satisfaisante.
Tout sujet lui convient comme porte-greffe : l'écusson croît vite, les pyramides sont fortes et touffues dès leur deuxième année.

### Fruit
Sa grosseur est au-dessous de la moyenne.
De forme sphérique, mais quelquefois un peu allongée et rétrécie dans sa partie supérieure.
Pédoncule court, bien nourri, légèrement renflé à l'attache, rarement arqué, oblique ou vertical, inséré dans une faible cavité.
Œil grand, très ouvert, régulier, presque saillant.
Peau rugueuse, assez épaisse, brun roux clair, toute parsemée de gros points blanchâtres sur le côté exposé au soleil, mais gris cendré sur l'autre face.
Chair blanche, mi-fine, cassante, pierreuse au centre.
Eau rarement abondante, sucrée, acidule, plus ou moins musquée.
C'est un fruit de deuxième qualité et souvent troisième quand la chair est par trop dépourvue d'eau. Première qualité comme fruit à cuire (compote) et à sécher.
Période de consommation et fructification : janvier, février, mars.